# Tadeusz Kulisiewicz
Tadeusz Kulisiewicz est un peintre, dessinateur et graveur polonais né le 13 novembre 1899 à Kalisz et mort en 1988 à Varsovie.

## Biographie
Ancien élève de l'École Nationale des Arts Décoratifs de Poznań (1922-1923) puis de l'École des Beaux-Arts de Varsovie (1923-1929). Élève des professeurs Milosz et Mieczyslaw Kotarbińskich et Władysław Skoczylas.

## Œuvres
- Vues du village de Szlembark.
- Vues de Varsovie en 1945.